# Kong Skorpion
Kong Skorpion er en af de første egyptiske konger vi kender til. Han tilhører den før-dynastiske periode, »dynasti 0«. Hans kongetid formodes at ligge mellem 3150 og 3050 f.Kr.
Vi kender Kong Skorpion fra et delvist ødelagt køllehoved af sten fundet i Nekhen i samme grube, hvor Narmers berømte køllehoved og palet er fundet. Der er ikke på køllehovedet nogen skrift, vi kan tyde. Kongen er afbilledet én gang. Han bærer Øvre Egyptens hvide krone og er i færd med at udføre en ritual handling med en hakke. Foran hans ansigt er afbilledet en skorpion og en blomsterlignenede figur. Det må være hans navn. Da vi ikke kan læse skriften, kalder vi ham »Kong Skorpion«.
Det er sandsynligt, at han kun var konge over Øvre Egypten, men han kan også have været konge over hele Egypten. Vi ved ikke hvordan den anden side af køllehovedet har set ud.
Køllehovedet har symboler for sejr over både ydre og indre fjender. Det er fristende at tænke sig, at han har erobret Nedre Egypten eller har påbegyndt denne erobring, der så er blevet fuldført af en efterfølger, som meget vel kunne være Narmer.
Vi kender intet til hans familieforhold.
Skorpions køllehoved viser, at både den hvide krone, som symbol på herredømmet over Øvre Egypten, og de ni buer, som symbol på Egyptens fjender, går helt tilbage til før hieroglyffernes tid.